# Kappa (Unternehmen)
Kappa ist ein italienischer Sportartikelhersteller und eine Marke der BasicNet S.p.A. mit Sitz in Turin.
In seinen Anfangsjahren stellte Kappa Herren- und Damenunterwäsche her. In seiner weiteren, wechselvollen Geschichte hat sich das Unternehmen mehrmals umorientiert und neu definiert. Heute ist die Sportmarke Kappa Hersteller und Ausrüster für diverse Sportarten.

## Markenzeichen
Das heutige Logo des aneinander lehnenden Paares entstand 1969 eher zufällig, als sich nach einem Fotoshooting für Badebekleidung ein Model-Paar erschöpft Rücken an Rücken auf den Boden setzte und ein Fotograf es in dieser Pose ablichtete. Das Logo soll laut Homepage von Kappa „gegenseitige Fairness und Anerkennung von Männern und Frauen im Sport und bei den alltäglichen Herausforderungen“ symbolisieren.

## Marken der BasicNet S.p.A.
- Kappa
- Briko
- Robe di Kappa (RdK)
- Jesus Jeans
- Superga
- K-Way
- Sabelt
- Lanzera
- Sebago

## Vertrieb
Durch ein internationales Netz von Unternehmern und Lizenznehmern werden die Produkte der Marken weltweit erzeugt und vertrieben. Der deutsche Import und Handel läuft über Kappa Deutschland GmbH, eine Kappa-Vertriebsgesellschaft, die in Norderstedt bei Hamburg ansässig ist und zur dort beheimateten Schmidt Group AG gehört.

## Sponsoring
Das Unternehmen engagierte sich schon mit Beginn des Sponsorings Ende der 1970er Jahre in verschiedenen Sportteams, insbesondere im Fußball und wurde 1979 bei Juventus Turin der erste Sponsor im italienischen Fußball. Die Marke wurde weltweit bekannt, als bei den Olympischen Spielen in Los Angeles 1984 die amerikanischen Athleten Kappa Sportkleidung trugen. Heute ist Kappa in vielen Sportarten wie Fußball, Basketball, Volleyball, Hockey, Golf, Fechten, in Kampfsportarten und im Skisport vertreten. Seit 2012 sponsert Kappa das Kappa FuturFestival, ein Electro-Festival in Turin.
In Deutschland rüstete die Kappa Deutschland GmbH einige Jahre die Fußballvereine FC St. Pauli, 1. FC Kaiserslautern, Werder Bremen, TSV 1860 München und von 2009/10 bis 2011/12 Borussia Dortmund aus. Ab der Saison 2013/14, bis zur Saison 2017/18, war Kappa Deutschland Trikotausstatter von Borussia Mönchengladbach. In den Saisons 2014/15 und 2015/16 war Kappa Ausrüster in Deutschland beim VfL Wolfsburg, nachdem sie Adidas abgelöst hatten. Ab der Saison 2020/21 – und auf eine fünfjährige Zusammenarbeit Jahre angelegt – rüstet Kappa den 1. FSV Mainz 05 aus.
Vor allem aber in Italien ist Kappa als Trikotausrüster sehr verbreitet. Neben den Nationalmannschaften zahlreicher Sportarten werden u. a. die Fußballmannschaften AC Florenz, US Sassuolo Calcio und Brescia Calcio ausgestattet. Bekannte Fußballklubs außerhalb Italiens sind z. B. IFK Göteborg, Leeds United und der FC Santos. Darüber hinaus werden die Fußballnationalmannschaften von Burkina Faso, Fidschi, Oman und Réunion eingekleidet.
Kappa ist Ausrüster folgender Fußballvereine:
- Europa
  - Belgien: KV Mechelen, Standard Lüttich
  - Bosnien und Herzegowina: FK Leotar Trebinje
  - England: Wigan Athletic
  - Frankreich: SCO Angers, USJA Carquefou, Stade Laval, SC Bastia, FC Évian Thonon Gaillard, FC Toulouse, FCO Dijon, US Orléans, ES Troyes AC,  AS Monaco
  - Griechenland: Veria FC
  - Israel: Hapoel Be’er Scheva, Hapoel Tel Aviv
  - Italien: SSC Bari, Benevento Calcio, Brescia Calcio, Cagliari Calcio, FC Empoli, AC Florenz, FC Modena, Calcio Padova, FC Palermo, US Sassuolo Calcio
  - Tschechien: 1. FC Slovácko
  - Türkei: Göztepe Izmir, Bursaspor
  - Litauen: VMFD Žalgiris Vilnius
  - Nordirland: Glentoran FC, Crusaders FC
  - Portugal: SC Olhanense
  - Russland: FK Krasnodar
  - Schweden: IFK Göteborg
  - Serbien: FK Čukarički
  - Spanien: FC Girona, Sporting Gijón, Real Betis
  - Kroatien: NK Zagreb
  - Polen: Jagiellonia Białystok

- Afrika
  - Südafrika: Bloemfontein Celtic, Supersport United, AmaZulu Durban, Bidvest Wits
  - Tunesien: US Monastir

- Amerika
  - Argentinien: Club Atlético Aldosivi, CA Lanús, Racing Club de Avellaneda, CA Tigre
  - Brasilien: Bangu AC, Chapecoense, Cuiabá EC, AA Portuguesa (RJ), CR Vasco da Gama
  - Costa Rica: CD Saprissa
  - Mexiko: Cimarrones de Sonora, CF Atlante, Toros Neza
  - Paraguay: General Caballero JLM, Club Nacional

- Asien
  - Australien: Adelaide United, Central Coast Mariners
  - Japan: Consadole Sapporo, JEF United Ichihara Chiba
  - Malaysia: Negeri Sembilan FA
  - Thailand: FC Thai Honda
  - Vietnam: Hà Nội T&T, Becamex Bình Dương, Đồng Tâm Long An